# Isola Snow
L’Isola Snow (in lingua inglese: Snow Island, Isola della neve; in lingua spagnola: Isla Nevada) è un'isola completamente coperta di ghiaccio che fa parte dell'arcipelago delle Isole Shetland Meridionali, in Antartide.
L'isola ospita la più settentrionale colonia riproduttiva del pinguino imperatore.

## Caratteristiche
L'isola è situata 6 km a sudovest dell'Isola Livingston. Ha una lunghezza di 16 km, una larghezza di 8 km e si estende su una superficie di 120,4 km2.

## Denominazione
L'isola era conosciuta dai cacciatori di foche americani e britannici già nel 1820 e la sua denominazione di tipo descrittivo è ormai in uso nel linguaggio internazionale da oltre 100 anni.

## Mappe
- Chart of South Shetland including Coronation Island, &c. mappa topografica redatta nel 1821-22 dal cacciatore di foche George Powell, comandante dello sloop Dove.  Scale ca. 1:200000. London: Laurie, 1822